# Ершов, Борис Григорьевич
Борис Григорьевич Ершов (род. 1 февраля 1939 года, Шахты, Ростовская область, СССР) — советский и российский химик в области физической химии, радиохимии и химии высоких энергий (радиационной химии).

## Образование
- 1956 — окончил с золотой медалью среднюю школу № 7 города Шахты Ростовской области;
- 1962 — окончил химический факультет Московского государственного университета им. М. В. Ломоносова, специальность химик;
- 1964 — защитил диссертацию кандидата химических наук «О механизме радиолиза разбавленных водных растворов нитратов» в Институте физической химии АН СССР (ИФХ AH СССР);
- 1971 — защитил диссертацию доктора химических наук «Исследование механизма низкотемпературного радиолиза полярных систем» в ИФХ АН СССР.

## Биография
Б. Г. Ершов родился 1 февраля 1939 года в городе Шахты, Ростовской области. В 1956 году окончил с золотой медалью среднюю школу № 7. В том же году поступил на химический факультет МГУ. После его окончания в 1962 году начал работать в Институте физической химии и электрохимии им. А. Н. Фрумкина РАН (ИФХЭ РАН) в лаборатории «Химия радиоактивных элементов» под руководством академика В. И. Спицына.
В 25 лет защитил кандидатскую, а в 32 года — докторскую диссертации по специальности «Радиационная химия». С 1982 года — профессор.
С 1986 года работает в должности заведующего лабораторией «радиационно-химических превращений материалов». В 1990-е годы Б. Г. Ершов, не прерывая руководство лабораторией в ИФХЭ РАН, работал длительными периодами приглашенным профессором в Институте им. О. Гана и Л. Мейтнер (Германия), а также в научных центрах Японии и Франции.
С 2002 года Б. Г. Ершов являлся заместителем директора ИФХЭ РАН по науке, в 2016 г передал эту должность д.х.н. Кулюхин Сергей Алексеевич . С 2002 года также — председатель Секции при Ученом совете Института «Химия и технология радиоактивных элементов, радиоэкология».
С 2017 года является руководителем научного направления в области радиохимии, радиоэкологии и радиационной химии.
В 2008 году избран членом-корреспондентом РАН по специальности «Физическая химия» Отделения химии и наук о материалах.
Б. Г. Ершов является автором более 350 научных работ, в том числе монографий, книг и статей в сборниках. Под его руководством защищено 16 кандидатских диссертаций.
Женат, имеет двух сыновей.

## Научная деятельность
Работы Ершова Б. Г. посвящены широкому кругу научных проблем, связанных с изучением взаимодействия ионизирующего излучения с веществом, теоретическому и экспериментальному изучению кинетики и механизма быстропротекающих реакций, изучению свойств короткоживущих интермедиатов, кластеров и наночастиц металлов, радиационной стойкости материалов. Среди наиболее значимых достижений научной деятельности Б. Г. Ершова можно отметить:
- обнаружение образования сольватированных электронов при низкотемпературном радиолизе водных растворов, экспериментально показана возможность реакций с переносом их на большие расстояния по туннельному механизму[3][4];
- внесение определяющего вклада в становление новой области химии — химии элементов в необычных состояниях окисления. Совместно с сотрудниками были обнаружены и изучены неустойчивые валентные формы многих металлов в водных растворах (например, ионов {\displaystyle {Cd^{+},Ga^{2+},Pb^{3+}}} и др.), время жизни которых измеряется микросекундами и установлены закономерности изменения их фундаментальных физико-химических характеристик от положения в Периодической системе элементов Д. И. Менделеева[5]. В 1986 году за цикл работ «Соединения металлов в ранее неизвестных состояниях окисления, исследование их свойств и применение» ему в составе научного коллектива была присуждена Государственная премия СССР;
- в 1990-е годы, в совместных исследованиях с немецкими коллегами методом импульсного радиолиза Б. Г. Ершовым были обнаружены короткоживущие гомо- и гетеро-металлические малые кластеры металлов (2-8 атомов), образующихся на промежуточных этапах восстановления ионов металлов в водных растворах, и показано, что их стадийная агрегация приводит к образованию наночастиц[6]. Впервые были получены устойчивые коллоидные растворы многих химически активных металлов (кадмия, таллия, никеля, кобальта и др.)[7].

Значительный вклад Б. Г. Ершов и его ученики внесли в развитие радиационной химии природных полимеров. Установлен механизм и параметры эффективной деструкции целлюлозы и других полисахаридов, предложены термо-радиационные методы модификации целлюлозы для использования в различных отраслях промышленности и переработки растительных материалов в продукты топливного и синтетического назначения;
С 1980-х годов, Б. Г. Ершовым и сотрудниками ведутся работы по развитию подходов в моделировании радиолиза воды и водных растворов с использованием диффузионно-кинетической модели химических превращений, позволяющих количественно описывать поведение сложных систем, находящихся под воздействием ионизирующего излучения.

## Прикладные работы
В последние 20 лет научные интересы Ершова Б. Г. в существенной степени связаны с решением задач повышения радиационной стойкости материалов ядерной энергетики, обращению с радиоактивными отходами и обеспечению радиационной безопасности. В частности, Б. Г. Ершовым с сотрудниками:
- обоснованы критерии безопасного продолжения эксплуатации существующих глубинных хранилищ жидких РАО и развита система мониторинга полигонов захоронения РАО, включая физико-химические, радиационно-термические и микробиологические процессы, происходящие в хранилищах и определяющих состояние компонентов отходов[10];
- развиты научные основы иммобилизация средне- и высокоактивных отходов в цементную матрицу с учётом влияния облучения на образовании газов и выщелачивание радионуклидов[11];
- созданные наноматериалы используются для очистки радиоактивных отходов в атомной энергетике и на предприятиях радиохимической отрасли[12][13].
- на основе выявленных закономерностей радиационной деструкции целлюлозы, Б. Г. Ершовым с сотрудниками разработан метод определения состояния изоляции высоковольтных трансформаторов, который в форме «Методических указаний», начиная с 2009 года, стал обязательным для применения в отечественной электроэнергетике.

## Организационная деятельность
- сопредседатель ежегодного российско-французского Симпозиума по химии актинидов с участием ИФХЭ РАН, Центра атомных исследований Маркуль (Комиссариат по атомной энергии) и Института ядерной физики (Университет Орсей);
- член Президиума Ядерного общества России;
- член Межведомственного научного совета по радиохимии при Президиуме РАН и ГК Роснаука;
- заместитель председателя Ученого совета ИФХЭ РАН;
- заместитель председателя диссертационного совета ВАК по физической химии и химии высоких энергий;
- председатель Секции при Ученом совете Института «Химия и технология радиоактивных элементов, радиоэкология»;
- член редколлегии периодических научных журналов «Химия высоких энергий» и «Радиохимия»;
- руководитель базовой кафедры «Общая химия, радиохимия и радиационная химия» и Научно-образовательного центра по радиохимии и химии высоких энергий ИФХЭ РАН.

## Монографии, книги, сборники
1. Ершов Б. Г. Радиационная технология и кормопроизводство. — М.: Энергоатомиздат, 1986. — 72 с. — (Радиационно-химическая технология; Вып. 23).
2. Пикаев А. К., Кабакчи С. А., Макаров И. Е., Ершов Б.Г. Импульсный радиолиз и его применение. — М.: Атомиздат, 1980. — 280 с.
3. Б. Г. Ершов, А. В. Гордеев. Диффузионно-кинетическая модель радиолиза воды и водных растворов // Современные проблемы физической химии. — М.: Граница, 2005. — С. 520—542.
4. А. В. Пономарев, И. Е. Макаров, Б. Г. Ершов. Электронно-лучевая конверсия газообразных углеводородов // Современные проблемы физической химии. — М.: Граница, 2005. — С. 599—612.
5. Б. Г. Ершов. Наночастицы платины и палладия в водных растворах: оптические и каталитические свойства // Современные проблемы физической химии наноматериалов. — М.: Граница, 2008. — С. 243—255.
6. Б. Г. Ершов, В. М. Гелис, С. А. Кулюхин, А. В. Ананьев, Л. И. Трусов. Наноматериалы для атомной энергетики» // Современные проблемы физической химии наноматериалов. — М.: Граница, 2008. — С. 302—326.
7. Б. Г. Ершов, А. В. Пономарев, И. Е. Макаров. Глава 8. «Импульсный радиолиз // Экспериментальные методы химии высоких энергий. Учебное пособие. — М.: Изд-во МГУ, 2009. — С. 598—685.

## Награды
- Медаль ордена «За заслуги перед Отечеством» II степени (26 января 2023 года) — за вклад в развитие науки и многолетнюю добросовестную работу[14]
- Государственная премия СССР